# Agnes Arber
Agnes Robertson Arber (Londres, 23 de fevereiro de 1879 – Cambridge, 22 de março de 1960) foi uma botânica e historiadora das ciências britânica.

## Biografia
Seu pai, Henry Robert Robertson, foi um artista de origem escocesa apaixonado pela botânica, que dirigiu uma escola privada em Slough. Vários membros da família de sua mãe, Agnes Lucy nascida Turner, eram personalidades intelectuais como John Davidson (1797-1836) e George Fownes (1815-1849), membros da Royal Society. Seu irmão, Donald Straun Robertson (1885-1961), era professor emérito de grego em Cambridge; sua irmã, Janet Robertson, era retratista.
Agnes foi uma renomada cientista do Reino Unido, que pesquisou a anatomia e morfologia das plantas, história da botânica e a filosofia da biologia. Nasceu em Londres, mas passou a maior parte da sua vida em Cambridge. Ela escreveu 218 publicações e 8 livros. Como era desenhista, ilustrava pessoalmente seus artigos e livros.
Agnes Robertson efetuou seus estudos na "North London Collegiate School for Girls", onde o ensino das ciências tinha uma grande reputação, apaixonando-se rapidamente pela botânica. Descobre aos treze anos a pequena obra Plant Life de George Edward Massee (1850-1917). Ao mesmo tempo descobre uma obra de  Goethe (1749-1832), que torna-se também uma das suas grandes paixões. Durante sua escolaridade, descobre uma edição de 1578 do Lyte’s Herbal, traduzido para o inglês, da obra de Rembert Dodoens (1517-1585), sutilmente ilustrado. Esta descoberta desperta-a pela história dos primeiros herbários impressos, publicando em 1912, una obra fundamental da história das ciências, Herbals, their origin and evolution.
Encontrou, graças ao clube científico de sua escola, a botânica Ethel Sargant (1816-1918). Esta especialista da anatomia dos embriões, que  possuía um laboratório privado, convidou a jovem Agnes para passar suas férias antes de entrar na University College de Londres, em 1897. Segue, em particular, os cursos de Francis Wall Oliver (1864-1951) e de Sir Arthur George Tansley (1871-1955). Obtém seu bacharelato em ciências em 1899. Em seguida, entra na Newnham College de Cambridge onde segue os cursos de Albert Charles Seward (1863-1941), Harry Marshall Ward (1854-1906), Frederick Frost Blackman (1866-1947), Francis Darwin (1848-1925) e Edward Alexander Newell Arber (1870-1918). Um dos seus professores que muito lhe influenciaram foi William Bateson (1861-1926), que muito contribuiu para a descoberta dos trabalhos de Gregor Mendel (1822-1884). Depois de ter trabalhado conjuntamente com Ethel Sargant e ter publicado com ela um artigo sobre os micróbios das ervas, de 1903 a 1908, estudou na "University College" com F.W. Oliver. Então, passou a se interessar pelos gimnospermas atuais e pelos fósseis.
Agnes Robertson  casou-se em 5 de agosto de [1909 com seu ex-professor, E.A.N. Arber, nove anos mais velho do que ela e ocupante do cargo de professor de paleobotânica em Cambridge. Deste matrimônio nasceu um único filho, Muriel, em julho de 1912. Seu sogro era o professor Edward Arber (1836-1912), especialista em literatura inglesa antiga. Depois da publicação do seu livro Herballs, em (1912), publica numerosos artigos nos Annals of Botany e no The Botanical Gaceta. Em 1920, Agnes Arber publica um livro sobre as plantas aquáticas com o título Water plants: a study of aquatic angiosperms. Reuniu um projeto iniciado por Ethel Sargant, um manual de botânica intitulado The Monocotyledons, e o publicou em  1925, com 140 ilustrações de sua própria lavra. Iniciou na década de 1930, uma série de estudos sobre a estrutura floral.
Agnes Arber tornou-se membro da Sociedade Linneana de Londres em 1908, participando do seu comitê diretivo de 1915 a 1919, correspondente estrangeira da Sociedade Botânica da América em 1942, e a primeira a primeira mulher botânica a ser eleita como Membro da Royal Society em 21 de março de 1946, com 67 anos de idade e a terceira da sociedade.
Também recebeu a Medalha linneana em 1948. Supervisionou a publicação da obra botânica de Goethe em 1946] e a de Nehemiah Grew (1641-1712). Durante a Segunda Guerra Mundial, se dedicou à estudos mais gerais como The Natural Philosophy of Planta Form (1950) e  The Mind and the Eye, a Study of the Biologist’s Standpoint ([1954). Agnès Arber discerniu sobre a natureza da investigação científica e como especialista estudou o que observou.

## Obras
- "The mind and the eye; a study of the biologist's standpoint", Agnes (Robertson) Arber.
- "The natural philosophy of plant form", Agnes (Robertson) Arber.
- "Herbals: Their Origin and Evolution A Chapter in the History of Botany 1470-1670", Cambridge Science Classics, Agnes (Robertson) Arber.